# Alessandra Petrucci
Pour les articles homonymes, voir Petrucci.
Alessandra Petrucci est une joueuse italienne de volley-ball née le 11 février 1983 à Viareggio. Elle mesure 1,85 m et joue au poste de passeuse. 

## Clubs
Les clubs avec lesquels Alessandra Petrucci a été sous contrat sont :
| Club                          | Pays   | De        | À         |
| ----------------------------- | ------ | --------- | --------- |
| Volley Pisa                   | Italie | 2000-2001 | 2000-2001 |
| CUS Pisa                      | Italie | 2000-2001 | 2003-2004 |
| Pallavolo Corsico             | Italie | 2004-2005 | 2004-2005 |
| Volley 2002 Forlì             | Italie | 2005-2006 | 2005-2006 |
| Jenco Viareggio               | Italie | 2006-2007 | 2006-2007 |
| Volleyball Santa Croce        | Italie | 2007-2008 | 2007-2008 |
| Brunelli Volley Nocera Umbra  | Italie | 2008-2009 | 2008-2009 |
| River Volley Piacenza         | Italie | 2009-2010 | 2009-2010 |
| Pallavolo Pontecagnano Faiano | Italie | 2010-2011 | 2010-2011 |
| VBC Casalmaggiore             | Italie | 2011-2012 | 2011-2012 |
| Volley 2002 Forlì             | Italie | 2012-2013 | 2012-2013 |
| Futura Volley Busto Arsizio   | Italie | 2013-2014 | 2013-2014 |
| Azzurra Volley Florence       | Italie | 2014-2015 | 2014-2015 |
| River Volley                  | Italie | 2015-2016 | 2015-2016 |
| LJ Volley Modène              | Italie | 2016-2017 | 2016-2017 |